# Tansila (département)
Pour le village, voir Tansila.
Tansila est un département et une commune rurale du Burkina Faso, situé dans la province des Banwa et la région de la Boucle du Mouhoun. Lors du dernier recensement général de la population de 2019, le département comptait 38 743 habitants,.

## Villages
Le département comprend un village chef-lieu (populations actualisées en 2019):
- Tansila (3 434 habitants)

et 25 autres villages :
- Ben (931 habitants)
- Bouan (691 habitants)
- Darsalam (608 habitants)
- Douma (1 237 habitants)
- Driko (1 156 habitants)
- Faso-Benkadi (1 289 habitants)
- Féléwé (928 habitants)
- Gui (664 habitants)
- Kéllé (867 habitants)
- Kira (677 habitants)
- Kokouna (1 403 habitants)
- Korani (807 habitants)
- Kounéni (1 067 habitants)
- Moara (484 habitants)
- Nangouna (1 521 habitants)
- Ouléni (433 habitants)
- Ouorowé (2 922 habitants)
- Tamouga (605 habitants)
- Thy (545 habitants)
- Tillé (747 habitants)
- Toma (1 497 habitants)
- Toma-Koura (190 habitants)
- Toula (2 783 habitants)
- Toungo (1 184 habitants)
- Triko (799 habitants)